# Rita Charbonnier
Rita Charbonnier (Vicenza, ...) è una scrittrice, sceneggiatrice e attrice italiana.

## Biografia
Diplomata nel 1988 presso la Scuola di Teatro Classico dell'Istituto nazionale del dramma antico, nel 1999/2000 frequenta il Corso di formazione e perfezionamento per sceneggiatori della Rai. Svolge un'intensa attività teatrale per poi dedicarsi anche alla scrittura. Scrive soggetti e sceneggiature per la televisione, racconti, romanzi incentrati su figure femminili, prevalentemente di argomento storico-musicale.
È apparsa in televisione in varietà e magazine. Nel 1992 appare all'interno della trasmissione Avanzi quale componente del gruppo delle Avanzett. Sempre nel 1992 è conduttrice assieme a Franco Franchi e Ciccio Ingrassia del varietà Avanspettacolo. Nel 1997/98 conduce, assieme a Marco Senise, il talk show di T9 Pandora, di cui è anche autrice dei testi.
Il suo primo romanzo La sorella di Mozart, basato sulla biografia di Maria Anna Mozart, è stato tradotto in inglese, francese, tedesco, spagnolo, olandese e pubblicato in 12 nazioni, tra le quali USA e Canada. Il secondo, La strana giornata di Alexandre Dumas, uscito nel 2009, ha tra i personaggi principali lo scrittore Dumas padre. Il terzo, Le due vite di Elsa, è ambientato durante l'era fascista e ha sullo sfondo la figura di Anita Garibaldi.
Nel 2020 esce Figlia del cuore, per i tipi di Marcos y Marcos, romanzo contemporaneo che parla di famiglie arcobaleno e affido familiare, e nel 2023 la stessa casa editrice pubblica L'amante di Chopin, che narra la relazione tra Fryderyk Chopin e George Sand. Due anni dopo esce Signora Beethoven, imperniato sulla burrascosa relazione tra Ludwig van Beethoven e sua cognata Johanna.

## Premi e riconoscimenti
Il suo trattamento per docufiction In-volontari ha ottenuto la menzione speciale del Premio Dora per la sceneggiatura sui temi del volontariato nell'ambito del XIX Torino Film Festival.

## Opere

### Romanzi
- La sorella di Mozart, Milano, Casa Editrice Corbaccio, 2006. ISBN 978-8879727594
  - 2ª edizione, Piemme, collana Piemme Bestseller, 2011. ISBN 978-8856615753
  - 3ª edizione, Marcos y Marcos, 2022. ISBN 978-8892940352
- La strana giornata di Alexandre Dumas, Milano, Edizioni Piemme, 2009. ISBN 978-8856601763
- Le due vite di Elsa, Milano, Edizioni Piemme, 2011. ISBN 978-8856612370
- Figlia del cuore, Milano, Marcos y Marcos, 2020. ISBN 9788871689944
- L'amante di Chopin, Milano, Marcos y Marcos, 2023. ISBN 978-8892941359
- Signora Beethoven, Milano, Marcos y Marcos, 2025. ISBN 978-8892942103

### Saggi e racconti
- Donne, romanzi, fantasie (saggio) in Accademia Filarmonica di Bologna (a cura di) Un anno per tre filarmonici di rango. Perti, Martini e Mozart, Bologna, Pàtron Editore, 2008.
- L'arco di Via Giulia (racconto) in Roma per le strade, Roma, Azimut Libri, 2009.
- (EN)  Three unforgettable days (racconto) in MatchBoox, Olanda, MatchBoox, 2010.
- La signora Goliarda (racconto) in Sorrisi di gatto, Ravenna, Pa.Gi.Ne. Edizioni, 2010.
- Chopin vu par moi. Conversazioni con Lucia Lusvardi, Roma, Scrittura a tutto tondo, 2017. ISBN 978-1545547861

## Teatrografia parziale
- Però peccato, era una gran puttana – spettacolo di Aldo Trionfo da Tis pity she's a whore di John Ford (1989)[11]
- Bambine di Valeria Moretti – compagnia “Le parole le cose” di Lucia Poli (1989)
- Iwona principessa di Borgogna di Witold Gombrowicz – regia di Tonino Conte, scenografia di Lele Luzzati (1990)
- Futile e dilettevole. Mezzo secolo di risate, testi di Marcello Marchesi e Giovanni Mosca – regia di Vito Molinari (1991)
- Parole d'amore... parole, commedia musicale di e con Nino Manfredi – coprotagonista (1992/93)[12]
- Victor Victoria, commedia musicale con Sandro Massimini – musiche di Roberto Negri, testi delle canzoni di Paolo Limiti (1993/94)[13]
- Centocinquanta la gallina canta di Achille Campanile – coprotagonista e assistente musicale in tournée – musiche di Germano Mazzocchetti, regia di Antonio Calenda (1994/95)[14]
- La scuola del teatro pubblico, ovvero la Circolare Ministeriale di Renato Nicolini – regia di Beppe Navello (1996/97)
- Musiche di scena – concerto/spettacolo su musiche di Antonio Di Pofi, con Leopoldo Mastelloni e Maria Rosaria Omaggio (1999)

## Filmografia

### Cinema

#### Attrice
- I fiori del male, regia di Claver Salizzato (2015)

### Televisione

#### Attrice/conduttrice
- Avanzi (1992), Rai 3
- Avanspettacolo - Programma TV (Rai 3, 1992), regia di Giancarlo Nicotra
- Pandora (1997/98), talk show su T9
- Una donna per amico III (2000), Rai 1

#### Sceneggiatrice
- Forum (1998/2000)
- Vivere (2000 – 2004/2006)
- Cuori rubati, Rai 2 (2001/2002)
- La squadra (2003)
- Sottocasa, Rai 1 (2006/2007)
- Don Matteo (2007)
- Agrodolce (2008/2009)